# موسيقى تقليلية
الموسيقى التقليلية هي صيغة من الموسيقى الفنية التي توظف المواد الموسيقية التقليلية أو المحدودة. في التقليد الموسيقي الفني الغربي، يُسجل للملحنين الأمريكيين لا مونتي يونغ، وتيري رايلي، وستيف ريتش، وفيليب غلاس، كونهم أول من طور التقنيات المركبة التي استخدمت النهج التقليلي. استُحدثت في مسرح وسط مدينة نيويورك في العقد السادس من القرن العشرين، ونُظر إليها مبدئيًا على أنها شكل من أشكال الموسيقى التجريبية، والتي سُميت مدرسة نيويورك التنويمية. باعتبارها جمالية، اشتُهرت بمفهومها غير التمثيلي والغائيّ والسردي لعمل ما في طور التنفيذ، ومثلت نهجًا جديدًا في نشاط سماع الموسيقى عبر التركيز على العمليات الداخلية لها، والتي تفتقر إلى الأهداف أو الحركة نحو هذه الأهداف. تتضمن الميزات البارزة لهذه التقنية التناغم الثابت، أو النبضات الإيقاعية التنويمية، أو الدندنة الثابتة، أو التحويلات التدريجية أو المتوازنة، وغالبًا تكرار الجمل الموسيقية أو الوحدات الأصغر مثل التقطيعات، والدلالات، والوحدات. وقد تتضمن ميزاتٍ مثل العملية المضافة وإزاحة الطور. تؤدي إزاحة الطور إلى ما يُسمى موسيقى الطور. توصف التراكيب التقليلية المعتمدة على تقنيات الإجراء الذي يتبع قواعد صارمة عادةً بموسيقى العملية.
ضمت الحركة في الأصل عشرات الملحنين، على الرغم من اتحاد خمسة فقط (يونغ، ورايلي، وريتش، وغلاس، ولاحقًا جون آدامز) ليصبحوا مرتبطين علنيًا مع الموسيقى التقليلية الأمريكية. في أوروبا، أظهرت موسيقى كل من لويس أندريسن، وكاريل جويافرتس، ومايكل نيمان، وهوارد سكيمبتون، جافين برايرز، وستيف مارتلاند، وهينريك غوريسكي، وأرفو بارت، وجون تافينار، سماتٍ تقليليةً.
ليس من الواضح كيفية نشوء مصطلح الموسيقى التقليلية. اقترح ستيف ريتش أنه يعود إلى مايكل نيمان، وهو ما أقره الباحثان جوناثان برنارد ودان واربورتون كتابةً. يعتقد فيليب غلاس أن توم جونسون هو من صاغ هذا اللفظ.

## تاريخها بشكل مقتضب
ربمّا استخدم المصطلح «تقليلي» لأول مرّة بسياق موسيقي مايكل نايمان عام 1968، الذي «استخلص الوصفة الناجحة لـ» الموسيقى التلقيلية«التي ظهرت في برنامج الترفيهي قدّمه كل من تشارلوت مورمان ونام جون بايك في معهد الفنون المعاصرة»، والتي ضمّت عرض القفزة لهينينج كريستيانسن إلى جانب عدد من العروض الفنية مجهولة الهوية. وسّع نايمان لاحقًا تعريفه للموسيقى التقليلية في كتابه «الموسيقى التجريبية: القفص وما وراءه» الذي نُشر عام 1974. وادّعى توم جونسون، أحد الملحّنين القلائل الذين عرّفوا أنفسهم أتباعّا للنهج التقليلي، ادّعى أيضًا أنه أول من استخدم هذا المصطلح في سياق النقد الموسيقي الجديد لدورية ذا فيليج فويس، حيث وصف التقليلية بقوله:
«إن فكرة التقليلية أوسع من أن يدركها العديد من الناس، إذ تتضمن، اصطلاحًا، أي نمط من الموسيقى يتناول أو يستخدم عددًا محدودًا من المواد: مثل القطع التي تستخدم عددًا قليلًا من الدرجات الموسيقية، والقطع التي تحوي عددًا قليلًا من الكلمات أو نصًا صغيرًا، أو القطع الملحنة لعدد محدود من الآلات الموسيقية، مثل الصنج القديم أو عجلات الدراجة أو كاسات الويسكي. تتضمن الموسيقى التقليلية القطع التي تحافظ على دوي الكتروني أساسي واحد في مدّة طويلة، والقطع المشغولة حصريًا بتسجيل صوت جريان الأنهار والتيارات، وتتضمن أيضًا القطع التي تستمر في حلقات لحنية مفرغة، والقطع التي تسجّل جدارًا غير متحرّك من صوت الساكسفون، والقطع التي تستغرق وقتًا طويلًا جدًا لتتحرّك تصاعديًا من نمط موسيقي واحد إلى آخر، وتشمل القطع التي تجوز لجميع النغمات الممكنة لطالما تقع بين الدرجتين C وD، وتشمل القطع التي تبطئ الإيقاع بين درجتين إلى ثلاث درجات خلال الدقيقة.»
بالفعل صنفت مؤرخة الفن باربرا روز في عام 1965، موسيقى الحلم للملحّن لا مونتي يونغ، وموسيقى مورتون فيلدمان الناعمة المميزة، والعديد من الملحنين غير المعروفين «جميعهم مدينون بدرجة أكبر أو أقل لجون كيج» كأمثلة على «الفن التقليلي»، إلا أنها لم تستخدم على وجه التحديد تعبير «الموسيقى التقليلية».
يعد جون آدمز ولويس أندريسين وفيليب جلاس وستيف رايخ وتيري ريلي ولا مونتي يونغ أبرز ملحني الموسيقى التقليلة. ومن الملحّنين الآخرين الذين ارتبطوا بهذا النهج التلحيني مايكل نايمان وهاورد سكيمبتون وجون وايت وديف سميث ومايكل بارسونز. تبنّى من بين الملحنين الأمريكيين الأفارقة، النهج الجمالي التقليلي مثل موسيقي الجاز جون لويس والفنان متعدد التخصصات يوليوس إيستمان.
تُعدّ المؤلفات المبكرة لكل من غلاس ورايخ متقاربة إلى حد ما، مع القليل من التجميل على النمط الرئيسي، وهي أعمال لمجموعات موسيقية صغيرة كان الملحنون أعضاء فيها في كثير من الأحيان. في حالة أعمال غلاس، تتألف هذه المجموعات الموسيقية من آلات الأورغن والآلات النفخية بشكل خاص الساكسفون، الإضافة إلى مغنين، بينما تركز أعمال رايخ بشكل أكبر على آلات الطرق الإيقاعية. كُتبت معظم أعمال آدمز للآلات الموسيقية الكلاسيكية الأوروبية الأكثر تقليدية، بما في ذلك الأوركسترا الكاملة والرباعيات الوترية والبيانو المنفرد.
حظيت مبكرًا موسيقى كل من رايخ وغلاس برعاية المعارض الفنية والمتاحف، وقُدّمت بالتزامن مع معارض الفنانين المرئيين مثل روبرت موريس (مع موسيقى غلاس)، وريتشارد سيرا وبروس ناومان وصانع الأفلام مايكل سنو (مع موسيقى رايخ).

## النمط
تبعًا إلى ريتشارد إي. رودا، تعتمد الموسيقى «التقليلية» على تكرار التوليفات الموسيقية المعتادة المتغيرة ببطء «توليفات دياتونية (ثنائية النغمة) في أكثر من مفتاح واحد، أو ثلاثيات أخرى، إما رئيسية Major فقط، أو رئيسية وثانوية Minor؛ راجع النغمة الشائعة». في الإيقاعات الثابتة، تكون الموسيقى التقليلية غالبًا متراكبة مع اللحن الغنائي في العبارات المقوضة الطويلة... «إنها» تستعمل أنماط لحنية متكررة، وتناغمات ثابتة، وإيقاعات حركية، وسعيًا متعمدًا إلى الجمال السمعي. يرى تيموثي جونسون أن الموسيقى التقليلية، كنمط، تكون مستمرة الشكل، بدون مقاطع منفصلة. والتبعات المباشرة لهذا هي بنية متقطعة مكونة من نبضات وأنماط إيقاعية متشابكة. بالإضافة إلى ذلك، تتميز باستخدام الألوان الصوتية الباهرة «طابع الصوت»، والأسلوب النشط. تُعتبر سونوراتها الإيقاعية بسيطة بشكل مميز، ودياتونية عادةً، وغالبًا ما تشتمل على توليفات موسيقية سباعية وثلاثية متشابهة، وتُعرض في إيقاع تناغمي بطيء. ومع ذلك، يختلف جونسون مع رودا بخصوص اعتبار الميزة الأكثر خصوصيةً للموسيقى التقليلية هي الغياب الكامل للخطوط اللحنية الممتدة. عوضًا عن هذا، هناك فقط مقاطع لحنية موجزة تدفع التنظيم والتجميعة والخصائص الفردية للأنماط الإيقاعية المتكررة القصيرة نحو المقدمة.
وصف ليونارد بي. ماير الموسيقى التقليلية في عام 1994:
بسبب وجود إحساس ضئيل بالحركة الموجهة نحو الهدف، لا يبدو أن الموسيقى «التقليلية» تنتقل من مكان لآخر. داخل أي مقطع موسيقي، قد يكون هناك بعض الإحساس بالحركة، لكن تفشل المقاطع مرارًا بأن تقود أو تؤدي إلى بعضها. ببساطة، هي فقط تتبع بعضها.
على حد تعبير كايل جان، تفتقر النغمية المستخدمة في الموسيقى التقليلية إلى «الارتباط الأوروبي الهادف».
وضع دايفيد كوب (1997) قائمة بالميزات التالية كخصائص محتملة للموسيقى التقليلية:
- الصمت
- الموسيقى التصورية
- الإيجاز
- الاستمرارية: تتطلب تغيير نغم بطيء لوسيط واحد أو أكثر «تشمل الطول»
- موسيقى نمطية ومرحلية، تتضمن التكرار «تشمل الطول»

من المقطوعات الشهيرة التي تستخدم هذه التقنية جزء الرقم من أوبرا آينشتاين على الشاطئ لغلاس، ومقطوعات حلقة الشريط واخرج وستمطر لريتش، وحلقات الشيكر لآدم.

## في الموسيقى الشعبية
تمتلك الموسيقى التقليلية بعض التأثير على تطورات الموسيقى الشعبية. يملك الروك التجريبي وفرقة «ذا فيلفيت أندر غراوند» ارتباطًا وثيقًا مع مسرح وسط مدينة نيويورك الذي انطلقت منه الموسيقى التقليلية، وترسخت من خلال علاقة العمل الوثيقة بين جون كيل ولا مونتي يونغ، إذ أثّر الأخير في عمل كيل مع الفرقة. أُصدر ألبوم تيري رايلي قوس قزح في الهواء الملتوي (1969) في عصر السايكدلية و«قوة الأزهار»، ليصبح أول عمل تقليلي يتخطى النجاح، ويجذب جمهورَي الجاز والروك. ابتكر المُنظر الموسيقي دانيال هاريسون ابتسامة مبتسمة لفرقة «ذا بيتش بويز» (1967) وهو عمل تجريبي في «الروك التقليلي الأولي»، وبشكل أكثر تفصيلًا: «يمكن اعتبار «الألبوم» عملًا من أعمال الموسيقى الفنية في التقليد الكلاسيكي الغربي، ويمكن مقارنة ابتكاراته في اللغة الموسيقية للروك مع تلك الأعمال التي قدمت تقنيات لامقامية وغير تقليدية أخرى في ذلك التقليد الكلاسيكي». تأثر تطور أنماط الروك التجريبي تحديدًا، مثل كروتروك، وسبيس روك (من العقد الثامن للقرن العشرين)، ونويز روك، وبوست روك، بالموسيقى التقليلية.
اقترح شيربورن (2006) أن التشابهات الملحوظة بين الأشكال التقليلية في موسيقى الرقص الإلكترونية والموسيقى التقليلية الأمريكية قد تكون مجرد مصادفة. صُمم الكثير من تكنولوجيا الموسيقى المستخدمة في موسيقى الرقص تقليديًا كي يناسب الطرق الإنشائية ذات الأساس الحلقي، ما قد يفسر تشابه ميزات أسلوبية معينة لبعض الأنماط مثل التكنو التقليلي مع الموسيقى الفنية التقليلية. واحدة من المجموعات التي تملك وعيًا واضحًا بالتقليد التقليلي الأمريكي هي مجموعة الأمبينت البريطانية «ذا أورب». تضمن إنتاجهم في عام 1990 «غيوم خفيفة صغيرة» عينةً من عمل ستيف ريتش تطابق كهربائي (1987). ورد اعتراف إضافي بتأثير ريتش ستيف المحتمل على موسيقى الرقص الإلكتروني مع إصدار ألبوم التقدير ريتش ريميكس في عام 1999، الذي تميز بإعادة إنتاجه من قبل فنانين مثل دي جاي سبوكي، ومانترونيك، وكين إيشي، وكولدكات، من بين عدة آخرين.

## روابط خارجية
- Art of the States: minimalist minimalist works by American composers, including audio samples.
- Art and Music Since 1945: Introduction to Minimal Music, from Ohio State University's Department of Art Education.
- Minimal Music, Maximal Impact, by Kyle Gann
- Agency, Determinism, Focal Time Frames, and Processive Minimalist Music,